# 세노네스족

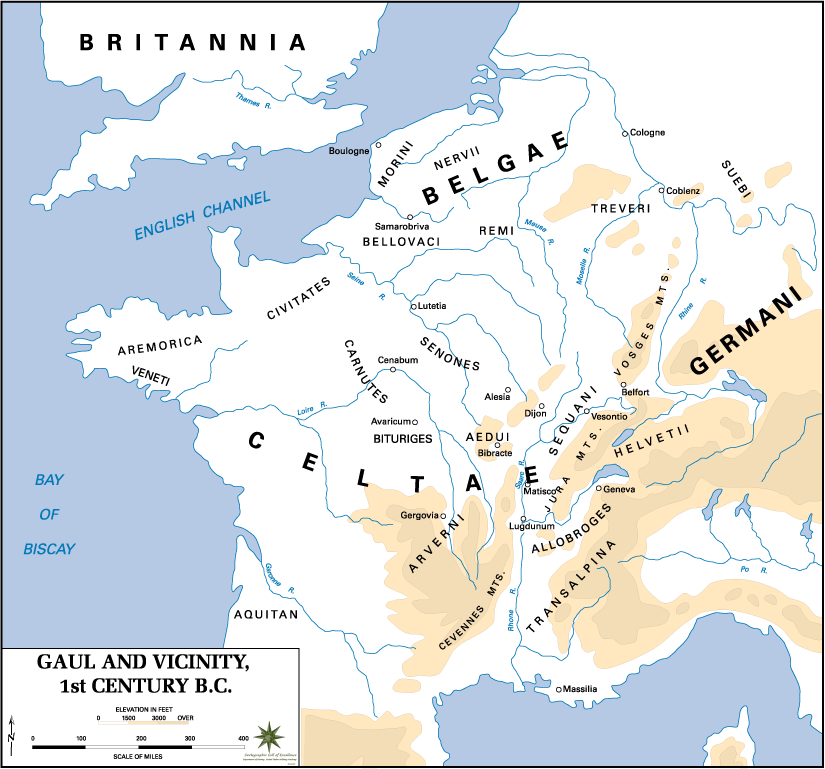
기원전 1세기경의 갈리아 부족의 세력

세노네스족(고대 그리스어: Σήνωνες)은 갈리아 북부에 살던 유력한 부족으로 벨가이의 부족들과 이웃해 있었다. 기원전 4세기 경 알프스산맥을 넘어 이탈리아로 침입해 이탈리아 동부 해안에 정착하고 세니갈리아라는 도시를 세워 수도로 삼았다. 기원전 391년에는 에트루리아를 침입했으나 로마가 개입하여 이들을 몰아내었다. 세노네스족은 이후로도 약 100년 동안 로마와 대립했으나 기원전 283년에 집정관 푸블리우스 코르넬리우스 돌라벨라에 의해 완전히 항복하고 그들의 영토로 물러났다.
기원전 53년부터 기원전 51년까지 세노네스족은 율리우스 카이사르가 그들의 왕으로 지정한 카바리누스를 내쫓고 로마에 반기를 들었다. 기원전 53년 카이사르가 루테키아에서 갈리아 부족장 회의를 소집했을 때 세노네스족은 카르누테스족, 트레베리족과 함께 불참하였고 카이사르는 이를 반란으로 보고 신속히 진압했다. 이때 카바리누스는 카이사르의 동맹군으로 이후의 갈리아원정에 참가하였다.
기원전 52년 베르킨게토릭스가 주도한 갈리아의 총궐기 때 세노네스족도 로마에 반기를 들었으나 알레시아 공방전 이후 다른 갈리아 부족과 마찬가지로 완전히 로마에 항복하였다.
이 부족의 중심도시는 아게딘쿰(현재의 프랑스 상스)이었다.

## 같이 보기
- 갈리아의 부족들
- 갈리아 전쟁